# Rubus furvicolor
Rubus furvicolor är en rosväxtart som beskrevs av Wilhelm Olbers Focke. Rubus furvicolor ingår i släktet rubusar, och familjen rosväxter. Inga underarter finns listade i Catalogue of Life.